# Камбурово
Камбу̀рово е село в Североизточна България, община Омуртаг, област Търговище.

## География
Село Камбурово се намира на около 25 km югозападно от областния център град Търговище, около 7 km западно от общинския център град Омуртаг и около 15 km югоизточно от град Антоново. Разположено е в историко-географската област Сланник, откъм левия бряг на Голяма река малко преди вливането ѝ в южния ръкав на язовир Ястребино. Климатът е умереноконтинентален; в землището преобладават планосоли и лесивирани почви. Надморската височина в центъра на селото при сградата на кметството е около 395 m, а наклонът на терена е предимно на изток-североизток.
Общински път свързва селото с минаващия южно край него първокласен републикански път I-4, съвпадащ с Европейски път Е772.
Землището на село Камбурово граничи със землищата на: село Панайот Хитово на север; село Долна Хубавка на север и североизток; град Омуртаг на изток; село Великденче на югоизток; село Царевци на юг; село Илийно на юг; село Изворово на запад.
Населението на село Камбурово, наброявало 1053 души при преброяването към 1934 г. и 1352 към 1975 г., намалява до 1180 към 1992 г. и 1211 (по текущата демографска статистика за населението) към 2021 г.
При преброяването на населението към 1 февруари 2011 г., от обща численост 1170 лица, за 109 лица е посочена принадлежност към „българска“ етническа група, за 763 – към „турска“, за 190 – към „ромска“, за 89 – „не отговорили“, а за принадлежност към „други“ и „не се самоопределят“ не са посочени данни.

## История
През 1934 г. селото с дотогавашно име Хасàн Факъ̀ е преименувано на Палатѝца, а през 1949 г. село Палатица е преименувано на Камбурово – по името на родения в селото учител Димитър Христов Камбуров (16.11.1900 г. – 26.01.1944 г.).

### Училище
Първото училище в село Хасан Факъ̀ (Камбурово) е от 1882 г.
В училището в селото непосредствено след 9 септември 1944 г. се обучават само деца от българската етническа група – в начална степен единствено от село Палатица, а в средната степен – и от селата Долна Хубавка, Панайот Хитово и Царевци. Училището е седмокласно. Обучението се води в слети класове. През 1957 г. 10 – 15 ученика от турската етническа група доброволно се записват в прогимназията, вследствие на което класовете от средната училищна степен престават да са слети, а стават самостоятелни. От 1959 г. българското и турското училища в Камбурово окончателно се сливат и класовете и в двете степени стават самостоятелни. Тогава се затвърждава и дейността на полудневната детска градина към училището. Обучението се води на български език, като учениците от турската етническа група изучават родния си език по два часа седмично в първи клас и по 4 часа – във всички останали класове. От 1948 г. към училището действа общежитие за 10 – 15 деца. Общежитието функционира до 1966 г., когато е закрито поради откриването на VІІІ клас към основното училище в село Панайот Хитово и преместването там на децата от село Долна Хубавка.

### Читалище
Просветно дружество „Светлина“ е основано в село Хасан факъ̀ (Камбурово) през 1921 г. по предложение на Димитър Димов Христов (студент юрист). То просъществува до Деветоюнския преврат от 1923 г., когато е разтурено. По устни сведения, в началото на ноември 1925 г. учителят Димитър Камбуров и други будни хора от селото основават читалище – също под името „Светлина“, което е открито официално през 1927 г. На 18 ноември 1977 г. тържествено е отпразнуван 50-годишният му юбилей и по този повод с Указ № 14 от 6 януари 1978 г. на Държавния съвет на Народна република България читалището е наградено с орден „Кирил и Методий“ – І степен. Многобройни награди получават и дългогодишни читалищни дейци и самодейци.

### Потребителна кооперация
Кооперативно сдружение в село Хасан факъ̀ (Камбурово) съществува от 1919 г. До 1948 г. то се нарича Кредитна кооперация „Труд“ – село Палатица, като в района на действието ѝ от 1936 г. влизат още селата Долна Хубавка и Царевци. След 1948 г. кооперацията престава да извършва кредитни операции и се преобразува във Всестранна кооперация „Труд“ с основен предмет на дейност търговия. Районът на действието ѝ се разширява и обхваща и село Панайот Хитово, което от 1942 г. до 1947 г. има своя собствена кредитна кооперация. През 1953 г. кооперацията се преобразува в Селкооп „Труд“ – село Камбурово. През следващите години организацията и териториалният обхват на дейността търпят промени. Кооперацията поддържа мрежа от магазини за хранителни стоки и текстил, заведения за обществено хранене, фурна и асфалтова база, занимава се още с изкупуване на селскостопански произведения и изваряване на ракия.
По решение на Окръжния кооперативен съюз от януари 1976 г. кооперацията предава активите и пасивите на промишлената си дейност на новообразувания Хранително-вкусов комбинат – село Камбурово, като запазва другите си основни дейности (търговия на дребно, хлебопроизводство и обществено хранене, изкупуване на селскостопанска продукция и други).
Хранително-вкусовият комбинат – село Камбурово приключва дейността си към 1999 г.

### ТКЗС
ТКЗС – село Палатица е създадено на 14 декември 1948 г. Основната му дейност е растениевъдство и животновъдство. След масовизацията от началото на 1950-те години в него членуват 166 кооператори с общо 348,6 ha обработваема земя. През следващите години съобразно промените на организацията на държавно равнище, стопанството преминава през формите ОТКЗ (обединено ТКЗС) (1959 – 1965 г.), ДЗС (1966 – 1980 г.), АПК (1981 – 1989 г.) и отново ТКЗС от 1990 г., чиято дейност е прекратена през 1992 г. чрез ликвидация и през 1995 г. ТКЗС е заличено в съдебните регистри.

### Религия
В село Камбурово се изповядват православно християнство и ислям.

## Обществени институции
Село Камбурово към 2023 г. е център на кметство Камбурово.
В село Камбурово към 2023 г. има:
- действащо читалище „Светлина – 1928“;[18][19]
- действащо общинско основно училище „Христо Ботев“;[20]
- Целодневна детска градина „Мечо Пух“;[21]
- действаща само на големи религиозни празници православна църква „Света Троица“;[22]
- пощенска станция.[23]

## Забележителности
На североизток от селото се намира късно-антична крепост. Тя заема южната част на възвишението, известно под името „Табията“. Крепостта е съществувала в периода 4 – 6 век.

## Личности
Димитър Христов Камбуров – учител, роден в село Хасан Факъ̀, Княжество България (Камбурово) на 16 ноември 1900 г. От 1919 г. е член на БКП (тесни социалисти). Като учител неколкократно е уволняван за революционна дейност. Деен член е на революционната профопозиция в Българския учителски съюз (1927 – 1935). От 1942 г. е секретар на районния комитет на Българската работническа партия в Омуртаг и член на окръжния партиен комитет. През 1943 г. минава в нелегалност. Той е един от основателите и политкомисар на Омуртагския партизански отряд. Загива в сражение с жандармерията на 26 януари 1944 г. в местност, наречена по-късно „Камбуров дол", на 4 – 5 km западно от село Братан.
Слави Иванов Славов – роден на 17 ноември 1929 г. в село Хасан Факъ̀, Царство България (Камбурово); починал през декември 2022 г. в град Радомир, в чийто квартал Върба живее основно много години. Завършил е история в Софийския университет; учител, краевед, дипломат; автор на краеведски книги за родния си край – село Камбурово, както и за родовете и бита в този край на България.